# Ombre est lumière
Cet article possède un paronyme, voir Ombre et Lumière.
Albums de IAM
... De la planète Mars
(1991) L'École du micro d'argent
(1997)
Ombre est Lumière est le deuxième album studio du groupe de rap français IAM, sorti en novembre 1993 sur le label Delabel.
Bénéficiant de moyens plus importants que pour le précédent, le groupe enregistre l’album  à Aix-en-Provence. Le mixage a lieu à New York. Après la sortie de Je danse le mia, tube de l’été 1994, le groupe connaît un succès considérable. Premier double album de l’histoire du rap français, Ombre est lumière est considéré par Akhenaton comme « l’album emblématique de l’esprit IAM ». Alors que « nombreux sont ceux qui disent rétrospectivement de cet l’album qu’il pose les bases de L'École du micro d'argent », Thomas Blondeau (Les Inrockuptibles) écrit en 2015 : « l’œuvre la plus aboutie d’IAM, cristallisant toutes ses dimensions avec clarté, à la fois sérieux, amer, réaliste, martial, drôle et mystique. »

## Conception
Après  ...De la planète Mars, IAM enchaîne les dates sur plusieurs tournées en 1991 et 1992, un peu partout en France et commence à avoir une « solide base de public. » Grâce au manager Frankie Malet, ils ont à disposition un espace de travail à la Friche Belle de Mai dans lequel ils ont « engrangé les titres à un rythme soutenu » toute l’année 1992. Début 1993, Delabel (que vient de créer Emmanuel de Buretel) fait signer IAM pour un disque avec plus de moyens que le précédent. Ce nouveau budget arrive alors que la situation du groupe commence à être précaire. Ils enregistrent à Aix, au Studio La Blaque, accompagnés du producteur Nicholas Sansano et de Dan Wood, ingénieur du son, rencontrés il y a peu à New York,. À Aix, le groupe travaille intensivement durant deux mois . Shurik’n rappelle que  « c’est la première fois qu’on se retrouvait ensemble aussi longtemps pour faire de la musique. »
Ils obtiennent également de pouvoir mixer l’album à New York où ils se sont « offert un mois intensif dans la Mecque du rap. » IAM demande aussi de le sortir sous la forme d’un double album alors que Laurence Touitou (directrice de Delabel) estime ça trop risqué . Premier double album de l’histoire du rap,, Ombre est lumière sort en novembre 1993.

## Description et analyse
Avec ce double album — « album emblématique de l’esprit IAM » pour Akhenaton — le groupe propose à l’auditeur de « visiter un musée, arpenter les rues de Marseille, penser la multiplicité du monde, contempler la voie lactée. »
Les thèmes et les références sont nombreux  dans Ombre est lumière,. Sans être un disque drôle, il laisse une bonne place à l’humour, aux moqueries, avec plusieurs interludes notamment. L’humour se retrouve aussi sur plusieurs morceaux comme Harley Davidson, Les je veux être ou encore sur Attentat II.
L’album, d’une quarantaine de titres interludes compris, s’ouvre avec Le feu, dont le refrain « ce soir on vous met le feu » vient directement du stade Vélodrome. Puis le langage change avec Cosmos, les références sont scientifiques, historiques, spirituelles avec, par exemple, pour Akhenaton : « de Démocrite à Mendeleïev deux mille ans, un classement, le tableau périodique des éléments, des molécules, structures atomiques, donnent matières minérales et organiques »; ou encore pour Shurik’n : « mon âme s'éveille, l'énergie se renouvelle, rivalisant avec Thanos, je contiens le cosmos. »

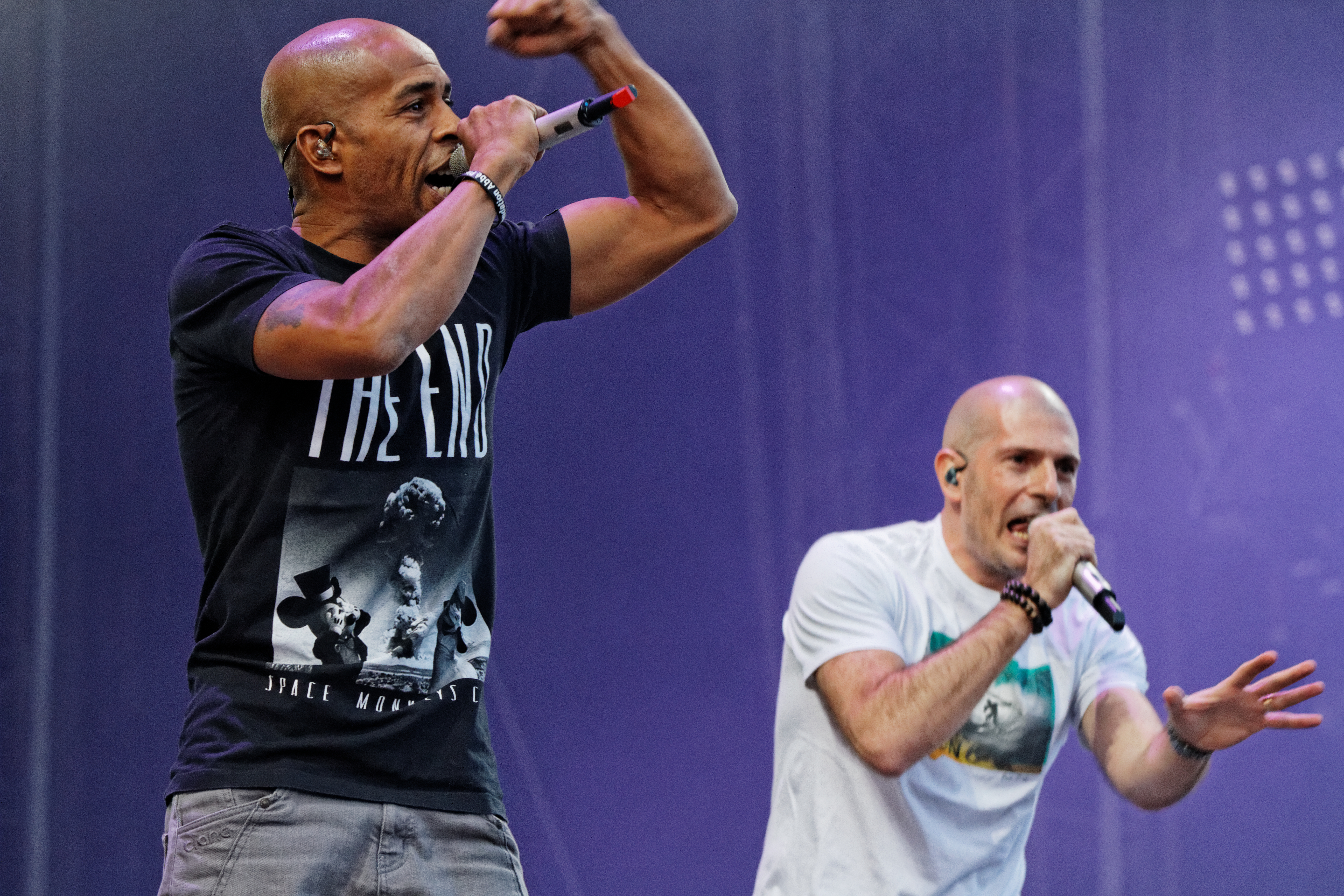
IAM en concert lors de la fête de l'Humanité 2014.

Ombre est lumière contient aussi des textes avec un discours engagé comme J’aurais pu croire, Vos dieux ont les mains sales. Le discours en devient même énervé sur Contrat de conscience, Je lâche la meute  ou encore sur Mars contre attaque où, dans une sorte de « clairvoyance désespérée », Akhenaton prévient « tu ne pourras jamais comprendre ce texte en isolant les mots de leur contexte. » En 2018, l’abcdr du son souligne que ce titre « est presque une anomalie dans le répertoire d’IAM », avec Shurik’n et Akhenaton qui vont, pour la dernière fois, « pousser les curseurs dans le rouge avec une abnégation admirable. »
L’album contient également des textes en forme de récits (storytelling) :  L’Aimant et Une femme seule pour Akhenaton ou encore Sachet blanc conté par Shurik’n. Ce dernier qui débute par « les pas d’un pauvre mec pressé », a pour thématique la drogue, l’héroïne en particulier : « il neige sur ma ville, des flocons d'héroïne, le style de poudreuse qui vous plonge dans l'abîme. »

## Réception et critiques
À sa sortie en novembre 1993, Ombre est lumière est salué : pour Hervé Lucien  « ce qu’IAM fait avec Ombre est lumière est dans la droite ligne de ce que les Marseillais ont à apporter à l’histoire comme témoignage de la diversité et de l’éclectisme en même temps que l’unité qui s’y manifeste, comme paradoxalement... »
Dans M.A.R.S., histoires et légendes du hip-hop marseillais (2013), Julien Valnet signale que « nombreux sont ceux qui disent rétrospectivement de cet album qu’il pose les bases de L'École du micro d'argent. »
En 2015, Les Inrockuptibles écrivent : « Ombre est lumière est l’œuvre la plus aboutie d’IAM, cristallisant toutes ses dimensions avec clarté, à la fois sérieux, amer, réaliste, martial, drôle et mystique. »
Pour l’Abcdr du son (2018), « le groupe n'est pas seulement inventif, drôle et érudit : il ouvre des portes » et écouter en 1993 Ombre est lumière c’était comme « visiter un musée, arpenter les rues de Marseille, penser la multiplicité du monde, contempler la voie lactée, le tout entrecoupé de sketchs dignes d'un best-of des Inconnus [...]. Ce disque, à lui seul, offrait des perspectives infinies. »
En 2019, dans un article consacré à l'album Yasuke, Le Temps écriera : « Les Marseillais passent à la vitesse supérieure avec cet ambitieux double album très abouti qui les pose non plus en fers de lance [ndlr : comme le faisait leur précédent album], mais en commandeurs du rap francophone. [...] Ombre est lumière est d’une ahurissante richesse musicale et thématique. »

## Je danse le mia
Le premier single fait l’objet de discussions avec Delabel qui souhaite un titre « commercialement rentable. » Alors qu’Harley Davidson est un temps envisagé, c’est finalement Je danse le mia qui est choisi,. Avec la sortie du single Je danse le mia, le groupe rencontre un succès considérable. Le succès est rapide, le titre fait partie des tubes de l’été 1994. Ce succès est mal vécu par le groupe, qui choisit d’interpréter à la place de ce tube le « crépusculaire » Sachet Blanc pour les Victoires de la musique 1995 — le groupe souhaitant par là mettre fin à cette « folie » qu’a entrainé Je danse le mia.

## Ventes et certifications
Plus de 450 000 exemplaires se sont vendus[réf. nécessaire].

## Liste des pistes
CD 1
| No  | Titre                              | Compositeur(s) | Durée |
| --- | ---------------------------------- | -------------- | ----- |
| 1.  | Le feu                             | IAM            | 4:15  |
| 2.  | Cosmos                             | IAM            | 5:55  |
| 3.  | Vos dieux ont les mains sales      | IAM            | 3:53  |
| 4.  | La méthode Marsimil                | IAM            | 0:20  |
| 5.  | J'aurais pu croire                 | IAM            | 5:14  |
| 6.  | Contrat de conscience              | IAM            | 4:48  |
| 7.  | Le Soldat                          | IAM            | 4:42  |
| 8.  | Le rétor de Malek Sultan           | IAM            | 1:05  |
| 9.  | Un jour tu pleures, un jour tu ris | IAM            | 3:48  |
| 10. | Le 7                               | IAM            | 3:42  |
| 11. | Harley Davidson                    | IAM            | 4:22  |
| 12. | La mousse à Riton                  | IAM            | 0:52  |
| 13. | Le Shit Squad                      | IAM            | 4:33  |
| 14. | Une femme seule                    | IAM            | 4:40  |
| 15. | Je danse le mia                    | IAM            | 3:54  |
| 16. | Alone tout seul for ever           | IAM            | 1:12  |
| 17. | Fugiti F                           | IAM            | 4:27  |
| 18. | L'Aimant                           | IAM            | 4:50  |
| 19. | Mars contre attaque                | IAM            | 5:16  |
| 20. | Rappel                             | IAM            |       |

CD 2
| No  | Titre                                                                   | Compositeur(s) | Durée |
| --- | ----------------------------------------------------------------------- | -------------- | ----- |
| 1.  | Le dragon sommeille                                                     | IAM            | 4:10  |
| 2.  | Attentat II                                                             | IAM            | 5:35  |
| 3.  | Le slow de lai t'es                                                     | IAM            | 1:05  |
| 4.  | Les je veux être                                                        | IAM            | 4:58  |
| 5.  | L'échantillon                                                           | IAM            | 0:36  |
| 6.  | Affaire en cours                                                        | IAM            | 5:20  |
| 7.  | Le repos c'est la santé                                                 | IAM            | 4:34  |
| 8.  | Interview                                                               | IAM            | 4:10  |
| 9.  | Laissez-nous danser                                                     | IAM            | 4:14  |
| 10. | Transkitchmegatron Hipnokor Space-Rave-Olitecyborg-Ize and Teknomorshit | IAM            | 1:10  |
| 11. | Le dernier empereur                                                     | IAM            | 4:23  |
| 12. | Je lâche la meute                                                       | IAM            | 5:20  |
| 13. | Achevez-moi                                                             | IAM            | 0:54  |
| 14. | Achevez-les (avec Faf Larage & Def Bond)                                | IAM            | 5:14  |
| 15. | Où sont les roses Intro                                                 | IAM            | 0:27  |
| 16. | Où sont les roses                                                       | IAM            | 5:32  |
| 17. | Bang Bang                                                               | IAM            | 4:33  |
| 18. | RXN                                                                     | IAM            | 0:08  |
| 19. | Sachet blanc                                                            | IAM            | 4:22  |
| 20. | Pharaon reviens                                                         | IAM            | 8:42  |

## Volume Unique
Cette réédition, sortie en 1994, reprend une partie des titres du double volume sorti précédemment, dont certains ont été remixés pour sortir en single et ont rencontré beaucoup de succès.
Deux inédits figurent sur ce CD, Ombre est lumière et Reste underground. Ces deux titres évoquent les accusations de faire du rap commercial portées contre IAM, notamment à cause du grand nombre de disques vendus par le groupe.
1. Ombre est lumière
2. Le feu (Prodigal edit)
3. Cosmos
4. Le dernier empereur
5. Contrat de conscience
6. Une femme seule (remix)
7. L'aimant
8. Le repos c'est la santé
9. Remix Sachet blanc
10. Le Shit Squad
11. Le soldat
12. Reste underground
13. Harley Davidson
14. J'aurais pu croire
15. Je danse le Mia (Le terrible funk remix radio edit)